# Liberia na Mistrzostwach Świata w Lekkoatletyce 2019
Liberia na Mistrzostwach Świata w Lekkoatletyce 2019 – reprezentacja Liberii podczas mistrzostw świata w Doha liczyła tylko jednego zawodnika, sprintera Emmanuela Matadi.

## Skład reprezentacji

### Mężczyźni
| Zawodnik        | Konkurencja        | Preeliminacje | Preeliminacje | Eliminacje | Eliminacje | Półfinał | Półfinał | Finał | Finał   |
| Zawodnik        | Konkurencja        | Wynik         | Pozycja       | Wynik      | Pozycja    | Wynik    | Pozycja  | Wynik | Pozycja |
| --------------- | ------------------ | ------------- | ------------- | ---------- | ---------- | -------- | -------- | ----- | ------- |
| Emmanuel Matadi | bieg na 100 metrów | BYE           | BYE           | 10,19 s    | 16. Q      | 10,28    | 23.      | NQ    | NQ      |